# José Manuel Oliveira
Pour les articles homonymes, voir Oliveira.
José Manuel Oliveira Boga, né le 5 mai 1967 à Padron, est un coureur cycliste espagnol, professionnel de 1988 à 1992.

## Résultats dans les grands tours

### Tour de France
1 participation
- 1991 : 148e

### Tour d'Italie
1 participation
- 1990 : 140e

### Tour d'Espagne
2 participations
- 1989 : 119e
- 1990 : 74e